# 徳川治察
徳川 治察（とくがわ はるあき、とくがわ はるさと）は、江戸時代中期の武士。御三卿・田安徳川家の2代当主。

## 生涯
田安家初代当主・徳川宗武の五男として、宝暦3年（1753年）10月6日に田安邸で生まれる。母は近衛家久の娘・森姫（宝蓮院）。幼名は寿麻呂、寿丸。はじめ松平氏を称する。
宝暦4年（1754年）1月29日、（宗武の）世子となり、徳川氏を称する。明和元年（1764年）11月15日、元服し、将軍徳川家治の偏諱を受け治察と名乗る。同2年（1765年）12月15日、従三位大蔵卿兼左近衛権中将となる。明和7年（1770年）吹上庭にて馬術を上覧し、褒美として「広瀬」という馬を拝領した。
明和8年（1771年）6月4日、父・宗武が死去。同年7月3日、家督を継ぐ。
安永3年（1774年）9月8日、田安邸において死去。22歳。法名は高尚院。同月29日、東叡山寛永寺・凌雲院に葬られた。
天明3年（1783年）6月4日、参議を追贈された。

## 人物
父に似て文学や国学に通じ、編著『泣血集話』、詩文遺稿集『克一堂稿』を残した。

## 治察死後の田安家
妻子ともにいなかった。ただし、当時田安邸には陸奥国白河藩主・松平定邦と養子縁組が整ったばかりの実弟松平定信が暮らしていた。そのため、同年9月1日、母・宝蓮院は、大奥の老女・高岳に定信による田安家相続の希望を伝えた。しかし9月7日、側衆稲葉正明から御三卿の創立者である将軍徳川吉宗の意向、すなわち御三卿の当主に子供のいない場合は相続は認められないことを伝えられた。なお、治察の死亡は同年9月8日に公表された。その後、天明7年（1787年）に一橋家の徳川治済の五男斉匡（徳川家斉の弟）が相続するまでの14年間、田安家は明屋形（無当主）の状態に置かれた。